# Esofagite erpetica
L'esofagite erpetica è un'infezione virale dell'esofago causata dal virus herpes simplex (HSV).
Mentre la malattia si verifica più spesso in pazienti immunodepressi, inclusi quelli posti in chemioterapia, negli immunosoppressi a seguito di trapianto di organi e nei pazienti affetti da AIDS, l'esofagite herpetica può verificarsi anche in soggetti immunocompetenti.

## Presentazione clinica

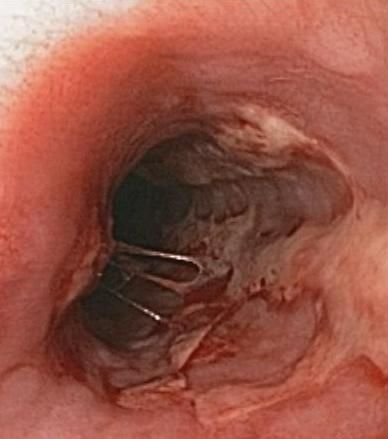
Esofagite erpetica osservata durante EGDS

I pazienti con esofagite erpetica frequentemente accusano odinofagia, o deglutizione dolorosa e disfagia. Altri sintomi possono includere l'occlusione da cibo, il singhiozzo, la perdita di peso, febbre, e, in rare occasioni, sanguinamento gastrointestinale del tratto superiore, e fistola tracheoesofagea. Spesso si possono vedere lesioni erpetiformi nella bocca e sulle labbra.

## Diagnosi differenziale
Il citomegalovirus (CMV), il VZV (VZV) così come le infezioni da HIV dell'esofago possono avere una presentazione simile. La coltura tissutale è il mezzo più preciso per distinguere tra le diverse eziologie virali. L'esofagite da caustici, l'esofagite indotta da farmaci, così come alcune esofagiti micotiche possono avere una presentazione clinica del tutto simile.

## Test diagnostici
L'esofago-gastro-endoscopia rivela spesso ulcere in tutto l'esofago. Nei casi più gravi le ulcere possono fondersi e in rare occasioni si presentano con un aspetto nerastro, condizione conosciuta come esofago nero. Mentre la diagnosi di esofagite da herpes può essere dedotta clinicamente, la certezza diagnostica può raggiungersi solo con biopsie eseguite nel corso di una endoscopia e il materiale così ottenuto deve essere valutato al microscopio da un patologo. Si dovranno in particolare ricercare i tipici corpi di inclusione e dovranno essere effettuate le colorazioni diagnostiche immunoistochimiche. Risultati falsi negativi possono verificarsi se le biopsie sono eseguite direttamente sull'ulcera, piuttosto che dal margine della stessa, dato che le tipiche inclusioni si trovano in cellule epiteliali vitali.
La coltura tissutale virale rappresenta il mezzo più accurato per la diagnosi eziologica.

## Terapia
I farmaci antivirali come l'aciclovir (dosaggio adulti 400 mg per via orale, 5 volte al giorno, per 14 o 21 giorni), il famciclovir (dosaggio adulti 500 mg, 3 volte al giorno, per 14 o 21 giorni) e il valaciclovir (dosaggio adulti 1 grammo, 3 volte al giorno, per 14 o 21 giorni) possono essere utilizzati con successo. L'aciclovir per via endovenosa, al dosaggio di 5 mg/kg peso corporeo ogni otto ore per 7-14 giorni, è riservato a quegli individui che non riescono a ingerire a causa della odinofagia, a coloro che presentano altre manifestazioni sistemiche di herpes o ai soggetti gravemente immunocompromessi.

## Prevenzione
L'Herpes simplex virus si trova comunemente negli esseri umani, ma raramente la sua presenza si traduce in manifestazioni sistemiche. Il controllo HIV ottenibile con i farmaci antiretrovirali e un attento monitoraggio dei farmaci immunosoppressori in tutti color che ne necessitano, sono un importante mezzo di prevenzione. Può essere inoltre presa in considerazione la profilassi antivirale, come a titolo d'esempio, assunzioni quotidiane di aciclovir, in tutti gli individui immunodepressi ad alto rischio.